# Панџапски језик
Панџапски језик (ਪੰਜਾਬੀ, پنجابی, पंजाबी) је језик Панџабаца и региона Панџаб у Пакистану и Индији. Иако је веома присутан у Пакистану, тамо није признат као званични језик, већ као дијалекат.

## Особине
То је индоевропски језик, из подгрупе индоиранских језика. Некарактеристично за већину индоевропских језика, али слично српском језику, панџапски има тонски акценат са три интонације. Морфолошки, панџапскијезик је аглутинативни језик, са типичним редом речи: субјекат-објекат-глагол.
Речник модерног панџапског језика је претрпео утицај хинди, персијског и енглеског језика. Велика дијаспора говорника овог језика утиче на усвајање речи из многих крајева света. Као и остали северноиндијски језици, основа је изведена из језика санскрит тако да је језик индоевропски.

## Писмо
Писмо које се користи за записивање панџапског језика у Пакистану назива се шахмуки („из уста краљева”), што је модификована верзија персијског писма насталик. Становници индијске државе Пенџаб користе писмо гурмуки („из уста гуруа”). Хиндуисти понекад користе за писање писмо деванагари, али та употреба је незванична.

## Пример језика
| српски | гурмуки                        | шахмуки                                | транслитерација                                                             | напомена                              |
| ------ | ------------------------------ | -------------------------------------- | --------------------------------------------------------------------------- | ------------------------------------- |
| Здраво | ਸਤਿ ਸ੍ਰੀ ਅਕਾਲ ਨਮਸਤੇ/ਨਮਸਕਾਰ ਅੱਸਲਾਮ ਅਲੈਕਮ | سات سری اکال نمستے/نمسکار السلام علیکم | Sat Srī Akāl (сик) Namastē/Namaskār (хиндуиста) As'salām Alaikam (муслиман) | Поздрав зависи од религије говорника. |

## Географска распрострањеност
Панџапски је најраспрострањенији језик у Пакистану, једанаести по величини у Индији, а такође је присутан у панџапској дијаспори у различитим земљама.

### Пакистан
Панџапски је најраспрострањенији језик у Пакистану, матерњи језик 80,5 милиона људи, или приближно 39% становништва земље.
| Година | Популација Пакистана | Проценат | Панџабских говорника |
| ------ | -------------------- | -------- | -------------------- |
| 1951   | 33.740.167           | 57,08%   | 22.632.905           |
| 1961   | 42.880.378           | 56,39%   | 28.468.282           |
| 1972   | 65.309.340           | 56,11%   | 43.176.004           |
| 1981   | 84.253.644           | 48,17%   | 40.584.980           |
| 1998   | 132.352.279          | 44,15%   | 58.433.431           |
| 2017   | 207.685.000          | 38,78%   | 80.540.000           |

Почевши од пописа 1981. године, говорници сајрашког и хиндског више нису били укључени у укупан број за панџабски, што објашњава очигледно смањење.

### Индија
Панџапски је службени језик индијске државе Панџаб и има статус додатног службеног језика у Харјани и Делхију. Неки од његових већих урбаних центара на северу Индије су Амрицар, Лудијана, Чандигар, Џаландар, Амбала, Патијала, Батинда, Хошијарпур и Делхи.
На попису становништва у Индији 2011. године 31.140.000 милиона је пријавило свој језик као панџапски. Пописне публикације ово групишу са говорницима сродних „матерњих језика” попут багријског и батеалијског како би дошли до цифре од 33.120.000 милиона.
| Година | Популација Индије | Панџабски говорници у Индији | Проценат |
| ------ | ----------------- | ---------------------------- | -------- |
| 1971   | 548.159.652       | 14.108.443                   | 2,57%    |
| 1981   | 665.287.849       | 19.611.199                   | 2,95%    |
| 1991   | 838.583.988       | 23.378.744                   | 2,79%    |
| 2001   | 1.028.610.328     | 29.102.477                   | 2,83%    |
| 2011   | 1.210.193.422     | 33.124.726                   | 2,74%    |